# 7000
7000是介於6999與7001之間的自然數。

## 歷史
- 前7千年

## 7001至7999的整數
- 7056 = 842
- 7192——第5個奇異數
- 7200——第24個五角錐數
- 7225 = 852
- 7267——第43個十角數
- 7396 = 862
- 7744 = 882
- 7776 = 65
- 7921 = 892
- 7770——第35個三角錐數
- 7777——第16個卡布列克數

7000
- 合数，正因數有1、2、4、5、7、8、10、14、20、25、28、35、40、50、56、70、100、125、140、175、200、250、280、350、500、700、875、1000、1400、1750、3500和7000。
質因數分解，{\displaystyle 2^{3}\times 5^{3}\times 7}。
- 过剩数，真因數和為11720，盈度為4720
- 十进制的奢侈數。

7003
- 合数，正因數有1、47、149和7003。
質因數分解，{\displaystyle 47\times 149}。
- 亏数，真因數和為197，虧度為6806
- 不尋常數，大於平方根的質因數為149。
- 半素数。
- 无平方数因数的数。
- 十进制的奢侈數。

7008
- 合数，正因數有1、2、3、4、6、8、12、16、24、32、48、73、96、146、219、292、438、584、876、1168、1752、2336、3504和7008。
質因數分解，{\displaystyle 2^{5}\times 3\times 73}。
- 过剩数，真因數和為11640，盈度為4632
- 十进制的奢侈數。

7014
- 合数，正因數有1、2、3、6、7、14、21、42、167、334、501、1002、1169、2338、3507和7014。
質因數分解，{\displaystyle 2\times 3\times 7\times 167}。
- 过剩数，真因數和為9114，盈度為2100
- 不尋常數，大於平方根的質因數為167。
- 无平方数因数的数。
- 十进制的奢侈數。

7016
- 合数，正因數有1、2、4、8、877、1754、3508和7016。
質因數分解，{\displaystyle 2^{3}\times 877}。
- 亏数，真因數和為6154，虧度為862
- 不尋常數，大於平方根的質因數為877。
- 十进制的奢侈數。

7017
- 合数，正因數有1、3、2339和7017。
質因數分解，{\displaystyle 3\times 2339}。
- 亏数，真因數和為2343，虧度為4674
- 不尋常數，大於平方根的質因數為2339。
- 半素数。
- 无平方数因数的数。
- 十进制的奢侈數。

7020
- 合数，正因數有1、2、3、4、5、6、9、10、12、13、15、18、20、26、27、30、36、39、45、52、54、60、65、78、90、108、117、130、135、156、180、195、234、260、270、351、390、468、540、585、702、780、1170、1404、1755、2340、3510和7020。
質因數分解，{\displaystyle 2^{2}\times 3^{3}\times 5\times 13}。
- 过剩数，真因數和為16500，盈度為9480
- 十进制的奢侈數。

7023
- 合数，正因數有1、3、2341和7023。
質因數分解，{\displaystyle 3\times 2341}。
- 亏数，真因數和為2345，虧度為4678
- 不尋常數，大於平方根的質因數為2341。
- 半素数。
- 无平方数因数的数。
- 十进制的奢侈數。

7024
- 合数，正因數有1、2、4、8、16、439、878、1756、3512和7024。
質因數分解，{\displaystyle 2^{4}\times 439}。
- 亏数，真因數和為6616，虧度為408
- 不尋常數，大於平方根的質因數為439。
- 十进制的奢侈數。

7025
- 合数，正因數有1、5、25、281、1405和7025。
質因數分解，{\displaystyle 5^{2}\times 281}。
- 亏数，真因數和為1717，虧度為5308
- 不尋常數，大於平方根的質因數為281。
- 十进制的奢侈數。

7027
- 第904個質數。

7029
- 合数，正因數有1、3、9、11、33、71、99、213、639、781、2343和7029。
質因數分解，{\displaystyle 3^{2}\times 11\times 71}。
- 亏数，真因數和為4203，虧度為2826
- 十进制的奢侈數。

7030
- 合数，正因數有1、2、5、10、19、37、38、74、95、185、190、370、703、1406、3515和7030。
質因數分解，{\displaystyle 2\times 5\times 19\times 37}。
- 亏数，真因數和為6650，虧度為380
- 无平方数因数的数。
- 十进制的奢侈數。

7031
- 合数，正因數有1、79、89和7031。
質因數分解，{\displaystyle 79\times 89}。
- 亏数，真因數和為169，虧度為6862
- 不尋常數，大於平方根的質因數為89。
- 半素数。
- 无平方数因数的数。
- 十进制的等數位數。

7039
- 第905個質數。

7047
- 合数，正因數有1、3、9、27、29、81、87、243、261、783、2349和7047。
質因數分解，{\displaystyle 3^{5}\times 29}。
- 亏数，真因數和為3873，虧度為3174
- 十进制的等數位數。

7048
- 合数，正因數有1、2、4、8、881、1762、3524和7048。
質因數分解，{\displaystyle 2^{3}\times 881}。
- 亏数，真因數和為6182，虧度為866
- 不尋常數，大於平方根的質因數為881。
- 十进制的奢侈數。

7056
- 合数，正因數有1、2、3、4、6、7、8、9、12、14、16、18、21、24、28、36、42、48、49、56、63、72、84、98、112、126、144、147、168、196、252、294、336、392、441、504、588、784、882、1008、1176、1764、2352、3528和7056。
質因數分解，{\displaystyle 2^{4}\times 3^{2}\times 7^{2}}。
- 过剩数，真因數和為15915，盈度為8859
- 平方数，為84的平方。
- 十进制的奢侈數。

7060
- 合数，正因數有1、2、4、5、10、20、353、706、1412、1765、3530和7060。
質因數分解，{\displaystyle 2^{2}\times 5\times 353}。
- 过剩数，真因數和為7808，盈度為748
- 不尋常數，大於平方根的質因數為353。
- 十进制的奢侈數。

7063
- 合数，正因數有1、7、1009和7063。
質因數分解，{\displaystyle 7\times 1009}。
- 亏数，真因數和為1017，虧度為6046
- 不尋常數，大於平方根的質因數為1009。
- 半素数。
- 无平方数因数的数。
- 十进制的奢侈數。

7069
- 第908個質數。

7070
- 合数，正因數有1、2、5、7、10、14、35、70、101、202、505、707、1010、1414、3535和7070。
質因數分解，{\displaystyle 2\times 5\times 7\times 101}。
- 过剩数，真因數和為7618，盈度為548
- 不尋常數，大於平方根的質因數為101。
- 无平方数因数的数。
- 十进制的奢侈數。

7080
- 合数，正因數有1、2、3、4、5、6、8、10、12、15、20、24、30、40、59、60、118、120、177、236、295、354、472、590、708、885、1180、1416、1770、2360、3540和7080。
質因數分解，{\displaystyle 2^{3}\times 3\times 5\times 59}。
- 过剩数，真因數和為14520，盈度為7440
- 十进制的奢侈數。

7093
- 合数，正因數有1、41、173和7093。
質因數分解，{\displaystyle 41\times 173}。
- 亏数，真因數和為215，虧度為6878
- 不尋常數，大於平方根的質因數為173。
- 半素数。
- 无平方数因数的数。
- 十进制的奢侈數。

7095
- 合数，正因數有1、3、5、11、15、33、43、55、129、165、215、473、645、1419、2365和7095。
質因數分解，{\displaystyle 3\times 5\times 11\times 43}。
- 亏数，真因數和為5577，虧度為1518
- 无平方数因数的数。
- 十进制的奢侈數。

7096
- 合数，正因數有1、2、4、8、887、1774、3548和7096。
質因數分解，{\displaystyle 2^{3}\times 887}。
- 亏数，真因數和為6224，虧度為872
- 不尋常數，大於平方根的質因數為887。
- 十进制的奢侈數。

7097
- 合数，正因數有1、47、151和7097。
質因數分解，{\displaystyle 47\times 151}。
- 亏数，真因數和為199，虧度為6898
- 不尋常數，大於平方根的質因數為151。
- 半素数。
- 无平方数因数的数。
- 十进制的奢侈數。

7099
- 合数，正因數有1、31、229和7099。
質因數分解，{\displaystyle 31\times 229}。
- 亏数，真因數和為261，虧度為6838
- 不尋常數，大於平方根的質因數為229。
- 半素数。
- 无平方数因数的数。
- 十进制的奢侈數。

7100
- 合数，正因數有1、2、4、5、10、20、25、50、71、100、142、284、355、710、1420、1775、3550和7100。
質因數分解，{\displaystyle 2^{2}\times 5^{2}\times 71}。
- 过剩数，真因數和為8524，盈度為1424
- 十进制的奢侈數。

7101
- 合数，正因數有1、3、9、27、263、789、2367和7101。
質因數分解，{\displaystyle 3^{3}\times 263}。
- 亏数，真因數和為3459，虧度為3642
- 不尋常數，大於平方根的質因數為263。
- 十进制的奢侈數。

7107
- 合数，正因數有1、3、23、69、103、309、2369和7107。
質因數分解，{\displaystyle 3\times 23\times 103}。
- 亏数，真因數和為2877，虧度為4230
- 不尋常數，大於平方根的質因數為103。
- 无平方数因数的数。
  - 楔形数。
- 十进制的奢侈數。

7108
- 合数，正因數有1、2、4、1777、3554和7108。
質因數分解，{\displaystyle 2^{2}\times 1777}。
- 亏数，真因數和為5338，虧度為1770
- 不尋常數，大於平方根的質因數為1777。
- 十进制的奢侈數。

7109
- 第911個質數。

7112
- 合数，正因數有1、2、4、7、8、14、28、56、127、254、508、889、1016、1778、3556和7112。
質因數分解，{\displaystyle 2^{3}\times 7\times 127}。
- 过剩数，真因數和為8248，盈度為1136
- 不尋常數，大於平方根的質因數為127。
- 十进制的奢侈數。

7113
- 合数，正因數有1、3、2371和7113。
質因數分解，{\displaystyle 3\times 2371}。
- 亏数，真因數和為2375，虧度為4738
- 不尋常數，大於平方根的質因數為2371。
- 半素数。
- 无平方数因数的数。
- 十进制的奢侈數。

7116
- 合数，正因數有1、2、3、4、6、12、593、1186、1779、2372、3558和7116。
質因數分解，{\displaystyle 2^{2}\times 3\times 593}。
- 过剩数，真因數和為9516，盈度為2400
- 不尋常數，大於平方根的質因數為593。
- 十进制的奢侈數。

7117
- 合数，正因數有1、11、647和7117。
質因數分解，{\displaystyle 11\times 647}。
- 亏数，真因數和為659，虧度為6458
- 不尋常數，大於平方根的質因數為647。
- 半素数。
- 无平方数因数的数。
- 十进制的奢侈數。

7119
- 合数，正因數有1、3、7、9、21、63、113、339、791、1017、2373和7119。
質因數分解，{\displaystyle 3^{2}\times 7\times 113}。
- 亏数，真因數和為4737，虧度為2382
- 不尋常數，大於平方根的質因數為113。
- 十进制的奢侈數。

7120
- 合数，正因數有1、2、4、5、8、10、16、20、40、80、89、178、356、445、712、890、1424、1780、3560和7120。
質因數分解，{\displaystyle 2^{4}\times 5\times 89}。
- 过剩数，真因數和為9620，盈度為2500
- 不尋常數，大於平方根的質因數為89。
- 十进制的奢侈數。

7122
- 合数，正因數有1、2、3、6、1187、2374、3561和7122。
質因數分解，{\displaystyle 2\times 3\times 1187}。
- 过剩数，真因數和為7134，盈度為12
- 不尋常數，大於平方根的質因數為1187。
- 佩服數，佩服因數為6。
- 无平方数因数的数。
  - 楔形数。
- 十进制的奢侈數。

7125
- 合数，正因數有1、3、5、15、19、25、57、75、95、125、285、375、475、1425、2375和7125。
質因數分解，{\displaystyle 3\times 5^{3}\times 19}。
- 亏数，真因數和為5355，虧度為1770
- 十进制的奢侈數。

7127
- 第913個質數。
  - 孪生素数，為（7127、 7129）

7129
- 第914個質數。
  - 孪生素数，為（7127、 7129）

7135
- 合数，正因數有1、5、1427和7135。
質因數分解，{\displaystyle 5\times 1427}。
- 亏数，真因數和為1433，虧度為5702
- 不尋常數，大於平方根的質因數為1427。
- 半素数。
- 无平方数因数的数。
- 十进制的奢侈數。

7136
- 合数，正因數有1、2、4、8、16、32、223、446、892、1784、3568和7136。
質因數分解，{\displaystyle 2^{5}\times 223}。
- 亏数，真因數和為6976，虧度為160
- 不尋常數，大於平方根的質因數為223。
- 十进制的奢侈數。

7138
- 合数，正因數有1、2、43、83、86、166、3569和7138。
質因數分解，{\displaystyle 2\times 43\times 83}。
- 亏数，真因數和為3950，虧度為3188
- 无平方数因数的数。
  - 楔形数。
- 十进制的奢侈數。

7141
- 合数，正因數有1、37、193和7141。
質因數分解，{\displaystyle 37\times 193}。
- 亏数，真因數和為231，虧度為6910
- 不尋常數，大於平方根的質因數為193。
- 半素数。
- 无平方数因数的数。
- 十进制的奢侈數。

7142
- 合数，正因數有1、2、3571和7142。
質因數分解，{\displaystyle 2\times 3571}。
- 亏数，真因數和為3574，虧度為3568
- 不尋常數，大於平方根的質因數為3571。
- 半素数。
- 无平方数因数的数。
- 十进制的奢侈數。

7145
- 合数，正因數有1、5、1429和7145。
質因數分解，{\displaystyle 5\times 1429}。
- 亏数，真因數和為1435，虧度為5710
- 不尋常數，大於平方根的質因數為1429。
- 半素数。
- 无平方数因数的数。
- 十进制的奢侈數。

7162
- 合数，正因數有1、2、3581和7162。
質因數分解，{\displaystyle 2\times 3581}。
- 亏数，真因數和為3584，虧度為3578
- 不尋常數，大於平方根的質因數為3581。
- 半素数。
- 无平方数因数的数。
- 十进制的奢侈數。

7166
- 合数，正因數有1、2、3583和7166。
質因數分解，{\displaystyle 2\times 3583}。
- 亏数，真因數和為3586，虧度為3580
- 不尋常數，大於平方根的質因數為3583。
- 半素数。
- 无平方数因数的数。
- 十进制的奢侈數。

7167
- 合数，正因數有1、3、2389和7167。
質因數分解，{\displaystyle 3\times 2389}。
- 亏数，真因數和為2393，虧度為4774
- 不尋常數，大於平方根的質因數為2389。
- 半素数。
- 无平方数因数的数。
- 十进制的奢侈數。

7169
- 合数，正因數有1、67、107和7169。
質因數分解，{\displaystyle 67\times 107}。
- 亏数，真因數和為175，虧度為6994
- 不尋常數，大於平方根的質因數為107。
- 半素数。
- 无平方数因数的数。
- 十进制的奢侈數。

7171
- 合数，正因數有1、71、101和7171。
質因數分解，{\displaystyle 71\times 101}。
- 亏数，真因數和為173，虧度為6998
- 不尋常數，大於平方根的質因數為101。
- 半素数。
- 无平方数因数的数。
- 十进制的奢侈數。

7172
- 合数，正因數有1、2、4、11、22、44、163、326、652、1793、3586和7172。
質因數分解，{\displaystyle 2^{2}\times 11\times 163}。
- 亏数，真因數和為6604，虧度為568
- 不尋常數，大於平方根的質因數為163。
- 十进制的奢侈數。

7175
- 合数，正因數有1、5、7、25、35、41、175、205、287、1025、1435和7175。
質因數分解，{\displaystyle 5^{2}\times 7\times 41}。
- 亏数，真因數和為3241，虧度為3934
- 十进制的奢侈數。

7176
- 合数，正因數有1、2、3、4、6、8、12、13、23、24、26、39、46、52、69、78、92、104、138、156、184、276、299、312、552、598、897、1196、1794、2392、3588和7176。
質因數分解，{\displaystyle 2^{3}\times 3\times 13\times 23}。
- 过剩数，真因數和為12984，盈度為5808
- 十进制的奢侈數。

7179
- 合数，正因數有1、3、2393和7179。
質因數分解，{\displaystyle 3\times 2393}。
- 亏数，真因數和為2397，虧度為4782
- 不尋常數，大於平方根的質因數為2393。
- 半素数。
- 无平方数因数的数。
- 十进制的奢侈數。

7187
- 第918個質數。

7188
- 合数，正因數有1、2、3、4、6、12、599、1198、1797、2396、3594和7188。
質因數分解，{\displaystyle 2^{2}\times 3\times 599}。
- 过剩数，真因數和為9612，盈度為2424
- 不尋常數，大於平方根的質因數為599。
- 十进制的奢侈數。

7192
- 合数，正因數有1、2、4、8、29、31、58、62、116、124、232、248、899、1798、3596和7192。
質因數分解，{\displaystyle 2^{3}\times 29\times 31}。
- 过剩数，真因數和為7208，盈度為16
- 佩服數，佩服因數為8。
- 十进制的奢侈數。

7197
- 合数，正因數有1、3、2399和7197。
質因數分解，{\displaystyle 3\times 2399}。
- 亏数，真因數和為2403，虧度為4794
- 不尋常數，大於平方根的質因數為2399。
- 半素数。
- 无平方数因数的数。
- 十进制的奢侈數。

7199
- 合数，正因數有1、23、313和7199。
質因數分解，{\displaystyle 23\times 313}。
- 亏数，真因數和為337，虧度為6862
- 不尋常數，大於平方根的質因數為313。
- 半素数。
- 无平方数因数的数。
- 十进制的奢侈數。

7200
- 合数，正因數有1、2、3、4、5、6、8、9、10、12、15、16、18、20、24、25、30、32、36、40、45、48、50、60、72、75、80、90、96、100、120、144、150、160、180、200、225、240、288、300、360、400、450、480、600、720、800、900、1200、1440、1800、2400、3600和7200。
質因數分解，{\displaystyle 2^{5}\times 3^{2}\times 5^{2}}。
- 过剩数，真因數和為18189，盈度為10989
- 十进制的奢侈數。

7203
- 合数，正因數有1、3、7、21、49、147、343、1029、2401和7203。
質因數分解，{\displaystyle 3\times 7^{4}}。
- 亏数，真因數和為4001，虧度為3202
- 十进制的節儉數。

7205
- 合数，正因數有1、5、11、55、131、655、1441和7205。
質因數分解，{\displaystyle 5\times 11\times 131}。
- 亏数，真因數和為2299，虧度為4906
- 不尋常數，大於平方根的質因數為131。
- 无平方数因数的数。
  - 楔形数。
- 十进制的奢侈數。

7207
- 第920個質數。

7208
- 合数，正因數有1、2、4、8、17、34、53、68、106、136、212、424、901、1802、3604和7208。
質因數分解，{\displaystyle 2^{3}\times 17\times 53}。
- 过剩数，真因數和為7372，盈度為164
- 十进制的奢侈數。

7209
- 合数，正因數有1、3、9、27、81、89、267、801、2403和7209。
質因數分解，{\displaystyle 3^{4}\times 89}。
- 亏数，真因數和為3681，虧度為3528
- 不尋常數，大於平方根的質因數為89。
- 十进制的等數位數。

7211
- 第921個質數。
  - 孪生素数，為（7211、 7213）

7223
- 合数，正因數有1、31、233和7223。
質因數分解，{\displaystyle 31\times 233}。
- 亏数，真因數和為265，虧度為6958
- 不尋常數，大於平方根的質因數為233。
- 半素数。
- 无平方数因数的数。
- 十进制的奢侈數。

7225
- 合数，正因數有1、5、17、25、85、289、425、1445和7225。
質因數分解，{\displaystyle 5^{2}\times 17^{2}}。
- 亏数，真因數和為2292，虧度為4933
- 平方数，為85的平方。
- 十进制的奢侈數。

7230
- 合数，正因數有1、2、3、5、6、10、15、30、241、482、723、1205、1446、2410、3615和7230。
質因數分解，{\displaystyle 2\times 3\times 5\times 241}。
- 过剩数，真因數和為10194，盈度為2964
- 不尋常數，大於平方根的質因數為241。
- 无平方数因数的数。
- 十进制的奢侈數。

7232
- 合数，正因數有1、2、4、8、16、32、64、113、226、452、904、1808、3616和7232。
質因數分解，{\displaystyle 2^{6}\times 113}。
- 过剩数，真因數和為7246，盈度為14
- 不尋常數，大於平方根的質因數為113。
- 十进制的奢侈數。

7249
- 合数，正因數有1、11、659和7249。
質因數分解，{\displaystyle 11\times 659}。
- 亏数，真因數和為671，虧度為6578
- 不尋常數，大於平方根的質因數為659。
- 半素数。
- 无平方数因数的数。
- 十进制的奢侈數。

7254
- 合数，正因數有1、2、3、6、9、13、18、26、31、39、62、78、93、117、186、234、279、403、558、806、1209、2418、3627和7254。
質因數分解，{\displaystyle 2\times 3^{2}\times 13\times 31}。
- 过剩数，真因數和為10218，盈度為2964
- 十进制的奢侈數。

7255
- 合数，正因數有1、5、1451和7255。
質因數分解，{\displaystyle 5\times 1451}。
- 亏数，真因數和為1457，虧度為5798
- 不尋常數，大於平方根的質因數為1451。
- 半素数。
- 无平方数因数的数。
- 十进制的奢侈數。

7256
- 合数，正因數有1、2、4、8、907、1814、3628和7256。
質因數分解，{\displaystyle 2^{3}\times 907}。
- 亏数，真因數和為6364，虧度為892
- 不尋常數，大於平方根的質因數為907。
- 十进制的奢侈數。

7262
- 合数，正因數有1、2、3631和7262。
質因數分解，{\displaystyle 2\times 3631}。
- 亏数，真因數和為3634，虧度為3628
- 不尋常數，大於平方根的質因數為3631。
- 半素数。
- 无平方数因数的数。
- 十进制的奢侈數。

7267
- 合数，正因數有1、13、43、169、559和7267。
質因數分解，{\displaystyle 13^{2}\times 43}。
- 亏数，真因數和為785，虧度為6482
- 十进制的奢侈數。

7269
- 合数，正因數有1、3、2423和7269。
質因數分解，{\displaystyle 3\times 2423}。
- 亏数，真因數和為2427，虧度為4842
- 不尋常數，大於平方根的質因數為2423。
- 半素数。
- 无平方数因数的数。
- 十进制的奢侈數。

7272
- 合数，正因數有1、2、3、4、6、8、9、12、18、24、36、72、101、202、303、404、606、808、909、1212、1818、2424、3636和7272。
質因數分解，{\displaystyle 2^{3}\times 3^{2}\times 101}。
- 过剩数，真因數和為12618，盈度為5346
- 不尋常數，大於平方根的質因數為101。
- 十进制的奢侈數。

7273
- 合数，正因數有1、7、1039和7273。
質因數分解，{\displaystyle 7\times 1039}。
- 亏数，真因數和為1047，虧度為6226
- 不尋常數，大於平方根的質因數為1039。
- 半素数。
- 无平方数因数的数。
- 十进制的奢侈數。

7276
- 合数，正因數有1、2、4、17、34、68、107、214、428、1819、3638和7276。
質因數分解，{\displaystyle 2^{2}\times 17\times 107}。
- 亏数，真因數和為6332，虧度為944
- 不尋常數，大於平方根的質因數為107。
- 十进制的奢侈數。

7278
- 合数，正因數有1、2、3、6、1213、2426、3639和7278。
質因數分解，{\displaystyle 2\times 3\times 1213}。
- 过剩数，真因數和為7290，盈度為12
- 不尋常數，大於平方根的質因數為1213。
- 佩服數，佩服因數為6。
- 无平方数因数的数。
  - 楔形数。
- 十进制的奢侈數。

7287
- 合数，正因數有1、3、7、21、347、1041、2429和7287。
質因數分解，{\displaystyle 3\times 7\times 347}。
- 亏数，真因數和為3849，虧度為3438
- 不尋常數，大於平方根的質因數為347。
- 无平方数因数的数。
  - 楔形数。
- 十进制的奢侈數。

7294
- 合数，正因數有1、2、7、14、521、1042、3647和7294。
質因數分解，{\displaystyle 2\times 7\times 521}。
- 亏数，真因數和為5234，虧度為2060
- 不尋常數，大於平方根的質因數為521。
- 无平方数因数的数。
  - 楔形数。
- 十进制的奢侈數。

7295
- 合数，正因數有1、5、1459和7295。
質因數分解，{\displaystyle 5\times 1459}。
- 亏数，真因數和為1465，虧度為5830
- 不尋常數，大於平方根的質因數為1459。
- 半素数。
- 无平方数因数的数。
- 十进制的奢侈數。

7296
- 合数，正因數有1、2、3、4、6、8、12、16、19、24、32、38、48、57、64、76、96、114、128、152、192、228、304、384、456、608、912、1216、1824、2432、3648和7296。
質因數分解，{\displaystyle 2^{7}\times 3\times 19}。
- 过剩数，真因數和為13104，盈度為5808
- 十进制的奢侈數。

7299
- 合数，正因數有1、3、9、811、2433和7299。
質因數分解，{\displaystyle 3^{2}\times 811}。
- 亏数，真因數和為3257，虧度為4042
- 不尋常數，大於平方根的質因數為811。
- 十进制的奢侈數。

7300
- 合数，正因數有1、2、4、5、10、20、25、50、73、100、146、292、365、730、1460、1825、3650和7300。
質因數分解，{\displaystyle 2^{2}\times 5^{2}\times 73}。
- 过剩数，真因數和為8758，盈度為1458
- 十进制的奢侈數。

7301
- 合数，正因數有1、7、49、149、1043和7301。
質因數分解，{\displaystyle 7^{2}\times 149}。
- 亏数，真因數和為1249，虧度為6052
- 不尋常數，大於平方根的質因數為149。
- 十进制的奢侈數。

7304
- 合数，正因數有1、2、4、8、11、22、44、83、88、166、332、664、913、1826、3652和7304。
質因數分解，{\displaystyle 2^{3}\times 11\times 83}。
- 过剩数，真因數和為7816，盈度為512
- 十进制的奢侈數。

7306
- 合数，正因數有1、2、13、26、281、562、3653和7306。
質因數分解，{\displaystyle 2\times 13\times 281}。
- 亏数，真因數和為4538，虧度為2768
- 不尋常數，大於平方根的質因數為281。
- 无平方数因数的数。
  - 楔形数。
- 十进制的奢侈數。

7309
- 第932個質數。
  - 孪生素数，為（7307、 7309）

7310
- 合数，正因數有1、2、5、10、17、34、43、85、86、170、215、430、731、1462、3655和7310。
質因數分解，{\displaystyle 2\times 5\times 17\times 43}。
- 亏数，真因數和為6946，虧度為364
- 无平方数因数的数。
- 普洛尼克数，為85與86的乘積。
- 十进制的奢侈數。

7311
- 合数，正因數有1、3、2437和7311。
質因數分解，{\displaystyle 3\times 2437}。
- 亏数，真因數和為2441，虧度為4870
- 不尋常數，大於平方根的質因數為2437。
- 半素数。
- 无平方数因数的数。
- 十进制的奢侈數。

7321
- 第933個質數。

7322
- 合数，正因數有1、2、7、14、523、1046、3661和7322。
質因數分解，{\displaystyle 2\times 7\times 523}。
- 亏数，真因數和為5254，虧度為2068
- 不尋常數，大於平方根的質因數為523。
- 无平方数因数的数。
  - 楔形数。
- 十进制的奢侈數。

7326
- 合数，正因數有1、2、3、6、9、11、18、22、33、37、66、74、99、111、198、222、333、407、666、814、1221、2442、3663和7326。
質因數分解，{\displaystyle 2\times 3^{2}\times 11\times 37}。
- 过剩数，真因數和為10458，盈度為3132
- 十进制的奢侈數。

7328
- 合数，正因數有1、2、4、8、16、32、229、458、916、1832、3664和7328。
質因數分解，{\displaystyle 2^{5}\times 229}。
- 亏数，真因數和為7162，虧度為166
- 不尋常數，大於平方根的質因數為229。
- 十进制的奢侈數。

7331
- 第934個質數。
  - 孪生素数，為（7331、 7333）

7338
- 合数，正因數有1、2、3、6、1223、2446、3669和7338。
質因數分解，{\displaystyle 2\times 3\times 1223}。
- 过剩数，真因數和為7350，盈度為12
- 不尋常數，大於平方根的質因數為1223。
- 佩服數，佩服因數為6。
- 无平方数因数的数。
  - 楔形数。
- 十进制的奢侈數。

7339
- 合数，正因數有1、41、179和7339。
質因數分解，{\displaystyle 41\times 179}。
- 亏数，真因數和為221，虧度為7118
- 不尋常數，大於平方根的質因數為179。
- 半素数。
- 无平方数因数的数。
- 十进制的奢侈數。

7346
- 合数，正因數有1、2、3673和7346。
質因數分解，{\displaystyle 2\times 3673}。
- 亏数，真因數和為3676，虧度為3670
- 不尋常數，大於平方根的質因數為3673。
- 半素数。
- 无平方数因数的数。
- 十进制的奢侈數。

7351
- 第937個質數。
  - 孪生素数，為（7349、 7351）

7352
- 合数，正因數有1、2、4、8、919、1838、3676和7352。
質因數分解，{\displaystyle 2^{3}\times 919}。
- 亏数，真因數和為6448，虧度為904
- 不尋常數，大於平方根的質因數為919。
- 十进制的奢侈數。

7357
- 合数，正因數有1、7、1051和7357。
質因數分解，{\displaystyle 7\times 1051}。
- 亏数，真因數和為1059，虧度為6298
- 不尋常數，大於平方根的質因數為1051。
- 半素数。
- 无平方数因数的数。
- 十进制的奢侈數。

7364
- 合数，正因數有1、2、4、7、14、28、263、526、1052、1841、3682和7364。
質因數分解，{\displaystyle 2^{2}\times 7\times 263}。
- 过剩数，真因數和為7420，盈度為56
- 不尋常數，大於平方根的質因數為263。
- 佩服數，佩服因數為28。
- 十进制的奢侈數。

7368
- 合数，正因數有1、2、3、4、6、8、12、24、307、614、921、1228、1842、2456、3684和7368。
質因數分解，{\displaystyle 2^{3}\times 3\times 307}。
- 过剩数，真因數和為11112，盈度為3744
- 不尋常數，大於平方根的質因數為307。
- 十进制的奢侈數。

7375
- 合数，正因數有1、5、25、59、125、295、1475和7375。
質因數分解，{\displaystyle 5^{3}\times 59}。
- 亏数，真因數和為1985，虧度為5390
- 十进制的等數位數。

7378
- 合数，正因數有1、2、7、14、17、31、34、62、119、217、238、434、527、1054、3689和7378。
質因數分解，{\displaystyle 2\times 7\times 17\times 31}。
- 亏数，真因數和為6446，虧度為932
- 无平方数因数的数。
- 十进制的奢侈數。

7379
- 合数，正因數有1、47、157和7379。
質因數分解，{\displaystyle 47\times 157}。
- 亏数，真因數和為205，虧度為7174
- 不尋常數，大於平方根的質因數為157。
- 半素数。
- 无平方数因数的数。
- 十进制的奢侈數。

7393
- 第939個質數。

7396
- 合数，正因數有1、2、4、43、86、172、1849、3698和7396。
質因數分解，{\displaystyle 2^{2}\times 43^{2}}。
- 亏数，真因數和為5855，虧度為1541
- 平方数，為86的平方。
- 十进制的奢侈數。

7397
- 合数，正因數有1、13、569和7397。
質因數分解，{\displaystyle 13\times 569}。
- 亏数，真因數和為583，虧度為6814
- 不尋常數，大於平方根的質因數為569。
- 半素数。
- 无平方数因数的数。
- 十进制的奢侈數。

7399
- 合数，正因數有1、7、49、151、1057和7399。
質因數分解，{\displaystyle 7^{2}\times 151}。
- 亏数，真因數和為1265，虧度為6134
- 不尋常數，大於平方根的質因數為151。
- 十进制的奢侈數。

7400
- 合数，正因數有1、2、4、5、8、10、20、25、37、40、50、74、100、148、185、200、296、370、740、925、1480、1850、3700和7400。
質因數分解，{\displaystyle 2^{3}\times 5^{2}\times 37}。
- 过剩数，真因數和為10270，盈度為2870
- 十进制的奢侈數。

7401
- 合数，正因數有1、3、2467和7401。
質因數分解，{\displaystyle 3\times 2467}。
- 亏数，真因數和為2471，虧度為4930
- 不尋常數，大於平方根的質因數為2467。
- 半素数。
- 无平方数因数的数。
- 十进制的奢侈數。

7415
- 合数，正因數有1、5、1483和7415。
質因數分解，{\displaystyle 5\times 1483}。
- 亏数，真因數和為1489，虧度為5926
- 不尋常數，大於平方根的質因數為1483。
- 半素数。
- 无平方数因数的数。
- 十进制的奢侈數。

7417
- 第941個質數。

7425
- 合数，正因數有1、3、5、9、11、15、25、27、33、45、55、75、99、135、165、225、275、297、495、675、825、1485、2475和7425。
質因數分解，{\displaystyle 3^{3}\times 5^{2}\times 11}。
- 过剩数，真因數和為7455，盈度為30
- 佩服數，佩服因數為15。
- 十进制的奢侈數。

7427
- 合数，正因數有1、7、1061和7427。
質因數分解，{\displaystyle 7\times 1061}。
- 亏数，真因數和為1069，虧度為6358
- 不尋常數，大於平方根的質因數為1061。
- 半素数。
- 无平方数因数的数。
- 十进制的奢侈數。

7437
- 合数，正因數有1、3、37、67、111、201、2479和7437。
質因數分解，{\displaystyle 3\times 37\times 67}。
- 亏数，真因數和為2899，虧度為4538
- 无平方数因数的数。
  - 楔形数。
- 十进制的奢侈數。

7447
- 合数，正因數有1、11、677和7447。
質因數分解，{\displaystyle 11\times 677}。
- 亏数，真因數和為689，虧度為6758
- 不尋常數，大於平方根的質因數為677。
- 半素数。
- 无平方数因数的数。
- 十进制的奢侈數。

7450
- 合数，正因數有1、2、5、10、25、50、149、298、745、1490、3725和7450。
質因數分解，{\displaystyle 2\times 5^{2}\times 149}。
- 亏数，真因數和為6500，虧度為950
- 不尋常數，大於平方根的質因數為149。
- 十进制的奢侈數。

7456
- 合数，正因數有1、2、4、8、16、32、233、466、932、1864、3728和7456。
質因數分解，{\displaystyle 2^{5}\times 233}。
- 亏数，真因數和為7286，虧度為170
- 不尋常數，大於平方根的質因數為233。
- 十进制的奢侈數。

7458
- 合数，正因數有1、2、3、6、11、22、33、66、113、226、339、678、1243、2486、3729和7458。
質因數分解，{\displaystyle 2\times 3\times 11\times 113}。
- 过剩数，真因數和為8958，盈度為1500
- 不尋常數，大於平方根的質因數為113。
- 无平方数因数的数。
- 十进制的奢侈數。

7459
- 第945個質數。
  - 孪生素数，為（7457、 7459）

7465
- 合数，正因數有1、5、1493和7465。
質因數分解，{\displaystyle 5\times 1493}。
- 亏数，真因數和為1499，虧度為5966
- 不尋常數，大於平方根的質因數為1493。
- 半素数。
- 无平方数因数的数。
- 十进制的奢侈數。

7467
- 合数，正因數有1、3、19、57、131、393、2489和7467。
質因數分解，{\displaystyle 3\times 19\times 131}。
- 亏数，真因數和為3093，虧度為4374
- 不尋常數，大於平方根的質因數為131。
- 无平方数因数的数。
  - 楔形数。
- 十进制的奢侈數。

7470
- 合数，正因數有1、2、3、5、6、9、10、15、18、30、45、83、90、166、249、415、498、747、830、1245、1494、2490、3735和7470。
質因數分解，{\displaystyle 2\times 3^{2}\times 5\times 83}。
- 过剩数，真因數和為12186，盈度為4716
- 十进制的奢侈數。

7480
- 合数，正因數有1、2、4、5、8、10、11、17、20、22、34、40、44、55、68、85、88、110、136、170、187、220、340、374、440、680、748、935、1496、1870、3740和7480。
質因數分解，{\displaystyle 2^{3}\times 5\times 11\times 17}。
- 过剩数，真因數和為11960，盈度為4480
- 十进制的奢侈數。

7481
- 第947個質數。

7484
- 合数，正因數有1、2、4、1871、3742和7484。
質因數分解，{\displaystyle 2^{2}\times 1871}。
- 亏数，真因數和為5620，虧度為1864
- 不尋常數，大於平方根的質因數為1871。
- 十进制的奢侈數。

7485
- 合数，正因數有1、3、5、15、499、1497、2495和7485。
質因數分解，{\displaystyle 3\times 5\times 499}。
- 亏数，真因數和為4515，虧度為2970
- 不尋常數，大於平方根的質因數為499。
- 无平方数因数的数。
  - 楔形数。
- 十进制的奢侈數。

7491
- 合数，正因數有1、3、11、33、227、681、2497和7491。
質因數分解，{\displaystyle 3\times 11\times 227}。
- 亏数，真因數和為3453，虧度為4038
- 不尋常數，大於平方根的質因數為227。
- 无平方数因数的数。
  - 楔形数。
- 十进制的奢侈數。

7492
- 合数，正因數有1、2、4、1873、3746和7492。
質因數分解，{\displaystyle 2^{2}\times 1873}。
- 亏数，真因數和為5626，虧度為1866
- 不尋常數，大於平方根的質因數為1873。
- 十进制的奢侈數。

7500
- 合数，正因數有1、2、3、4、5、6、10、12、15、20、25、30、50、60、75、100、125、150、250、300、375、500、625、750、1250、1500、1875、2500、3750和7500。
質因數分解，{\displaystyle 2^{2}\times 3\times 5^{4}}。
- 过剩数，真因數和為14368，盈度為6868
- 十进制的奢侈數。

7501
- 合数，正因數有1、13、577和7501。
質因數分解，{\displaystyle 13\times 577}。
- 亏数，真因數和為591，虧度為6910
- 不尋常數，大於平方根的質因數為577。
- 半素数。
- 无平方数因数的数。
- 十进制的奢侈數。

7502
- 合数，正因數有1、2、11、22、31、62、121、242、341、682、3751和7502。
質因數分解，{\displaystyle 2\times 11^{2}\times 31}。
- 亏数，真因數和為5266，虧度為2236
- 十进制的奢侈數。

7510
- 合数，正因數有1、2、5、10、751、1502、3755和7510。
質因數分解，{\displaystyle 2\times 5\times 751}。
- 亏数，真因數和為6026，虧度為1484
- 不尋常數，大於平方根的質因數為751。
- 无平方数因数的数。
  - 楔形数。
- 十进制的奢侈數。

7513
- 合数，正因數有1、11、683和7513。
質因數分解，{\displaystyle 11\times 683}。
- 亏数，真因數和為695，虧度為6818
- 不尋常數，大於平方根的質因數為683。
- 半素数。
- 无平方数因数的数。
- 十进制的奢侈數。

7517
- 第952個質數。

7519
- 合数，正因數有1、73、103和7519。
質因數分解，{\displaystyle 73\times 103}。
- 亏数，真因數和為177，虧度為7342
- 不尋常數，大於平方根的質因數為103。
- 半素数。
- 无平方数因数的数。
- 十进制的奢侈數。

7520
- 合数，正因數有1、2、4、5、8、10、16、20、32、40、47、80、94、160、188、235、376、470、752、940、1504、1880、3760和7520。
質因數分解，{\displaystyle 2^{5}\times 5\times 47}。
- 过剩数，真因數和為10624，盈度為3104
- 十进制的奢侈數。

7522
- 合数，正因數有1、2、3761和7522。
質因數分解，{\displaystyle 2\times 3761}。
- 亏数，真因數和為3764，虧度為3758
- 不尋常數，大於平方根的質因數為3761。
- 半素数。
- 无平方数因数的数。
- 十进制的奢侈數。

7523
- 第953個質數。

7524
- 合数，正因數有1、2、3、4、6、9、11、12、18、19、22、33、36、38、44、57、66、76、99、114、132、171、198、209、228、342、396、418、627、684、836、1254、1881、2508、3762和7524。
質因數分解，{\displaystyle 2^{2}\times 3^{2}\times 11\times 19}。
- 过剩数，真因數和為14316，盈度為6792
- 十进制的奢侈數。

7525
- 合数，正因數有1、5、7、25、35、43、175、215、301、1075、1505和7525。
質因數分解，{\displaystyle 5^{2}\times 7\times 43}。
- 亏数，真因數和為3387，虧度為4138
- 十进制的奢侈數。

7530
- 合数，正因數有1、2、3、5、6、10、15、30、251、502、753、1255、1506、2510、3765和7530。
質因數分解，{\displaystyle 2\times 3\times 5\times 251}。
- 过剩数，真因數和為10614，盈度為3084
- 不尋常數，大於平方根的質因數為251。
- 无平方数因数的数。
- 十进制的奢侈數。

7533
- 合数，正因數有1、3、9、27、31、81、93、243、279、837、2511和7533。
質因數分解，{\displaystyle 3^{5}\times 31}。
- 亏数，真因數和為4115，虧度為3418
- 十进制的等數位數。

7537
- 第955個質數。

7538
- 合数，正因數有1、2、3769和7538。
質因數分解，{\displaystyle 2\times 3769}。
- 亏数，真因數和為3772，虧度為3766
- 不尋常數，大於平方根的質因數為3769。
- 半素数。
- 无平方数因数的数。
- 十进制的奢侈數。

7539
- 合数，正因數有1、3、7、21、359、1077、2513和7539。
質因數分解，{\displaystyle 3\times 7\times 359}。
- 亏数，真因數和為3981，虧度為3558
- 不尋常數，大於平方根的質因數為359。
- 无平方数因数的数。
  - 楔形数。
- 十进制的奢侈數。

7543
- 合数，正因數有1、19、397和7543。
質因數分解，{\displaystyle 19\times 397}。
- 亏数，真因數和為417，虧度為7126
- 不尋常數，大於平方根的質因數為397。
- 半素数。
- 无平方数因数的数。
- 十进制的奢侈數。

7549
- 第958個質數。
  - 孪生素数，為（7547、 7549）

7550
- 合数，正因數有1、2、5、10、25、50、151、302、755、1510、3775和7550。
質因數分解，{\displaystyle 2\times 5^{2}\times 151}。
- 亏数，真因數和為6586，虧度為964
- 不尋常數，大於平方根的質因數為151。
- 十进制的奢侈數。

7552
- 合数，正因數有1、2、4、8、16、32、59、64、118、128、236、472、944、1888、3776和7552。
質因數分解，{\displaystyle 2^{7}\times 59}。
- 过剩数，真因數和為7748，盈度為196
- 十进制的等數位數。

7556
- 合数，正因數有1、2、4、1889、3778和7556。
質因數分解，{\displaystyle 2^{2}\times 1889}。
- 亏数，真因數和為5674，虧度為1882
- 不尋常數，大於平方根的質因數為1889。
- 十进制的奢侈數。

7567
- 合数，正因數有1、7、23、47、161、329、1081和7567。
質因數分解，{\displaystyle 7\times 23\times 47}。
- 亏数，真因數和為1649，虧度為5918
- 无平方数因数的数。
  - 楔形数。
- 十进制的奢侈數。

7568
- 合数，正因數有1、2、4、8、11、16、22、43、44、86、88、172、176、344、473、688、946、1892、3784和7568。
質因數分解，{\displaystyle 2^{4}\times 11\times 43}。
- 过剩数，真因數和為8800，盈度為1232
- 十进制的奢侈數。

7570
- 合数，正因數有1、2、5、10、757、1514、3785和7570。
質因數分解，{\displaystyle 2\times 5\times 757}。
- 亏数，真因數和為6074，虧度為1496
- 不尋常數，大於平方根的質因數為757。
- 无平方数因数的数。
  - 楔形数。
- 十进制的奢侈數。

7579
- 合数，正因數有1、11、13、53、143、583、689和7579。
質因數分解，{\displaystyle 11\times 13\times 53}。
- 亏数，真因數和為1493，虧度為6086
- 无平方数因数的数。
  - 楔形数。
- 十进制的奢侈數。

7580
- 合数，正因數有1、2、4、5、10、20、379、758、1516、1895、3790和7580。
質因數分解，{\displaystyle 2^{2}\times 5\times 379}。
- 过剩数，真因數和為8380，盈度為800
- 不尋常數，大於平方根的質因數為379。
- 十进制的奢侈數。

7584
- 合数，正因數有1、2、3、4、6、8、12、16、24、32、48、79、96、158、237、316、474、632、948、1264、1896、2528、3792和7584。
質因數分解，{\displaystyle 2^{5}\times 3\times 79}。
- 过剩数，真因數和為12576，盈度為4992
- 十进制的奢侈數。

7596
- 合数，正因數有1、2、3、4、6、9、12、18、36、211、422、633、844、1266、1899、2532、3798和7596。
質因數分解，{\displaystyle 2^{2}\times 3^{2}\times 211}。
- 过剩数，真因數和為11696，盈度為4100
- 不尋常數，大於平方根的質因數為211。
- 十进制的奢侈數。

7600
- 合数，正因數有1、2、4、5、8、10、16、19、20、25、38、40、50、76、80、95、100、152、190、200、304、380、400、475、760、950、1520、1900、3800和7600。
質因數分解，{\displaystyle 2^{4}\times 5^{2}\times 19}。
- 过剩数，真因數和為11620，盈度為4020
- 十进制的奢侈數。

7601
- 合数，正因數有1、11、691和7601。
質因數分解，{\displaystyle 11\times 691}。
- 亏数，真因數和為703，虧度為6898
- 不尋常數，大於平方根的質因數為691。
- 半素数。
- 无平方数因数的数。
- 十进制的奢侈數。

7620
- 合数，正因數有1、2、3、4、5、6、10、12、15、20、30、60、127、254、381、508、635、762、1270、1524、1905、2540、3810和7620。
質因數分解，{\displaystyle 2^{2}\times 3\times 5\times 127}。
- 过剩数，真因數和為13884，盈度為6264
- 不尋常數，大於平方根的質因數為127。
- 十进制的奢侈數。

7623
- 合数，正因數有1、3、7、9、11、21、33、63、77、99、121、231、363、693、847、1089、2541和7623。
質因數分解，{\displaystyle 3^{2}\times 7\times 11^{2}}。
- 亏数，真因數和為6209，虧度為1414
- 十进制的奢侈數。

7626
- 合数，正因數有1、2、3、6、31、41、62、82、93、123、186、246、1271、2542、3813和7626。
質因數分解，{\displaystyle 2\times 3\times 31\times 41}。
- 过剩数，真因數和為8502，盈度為876
- 无平方数因数的数。
- 十进制的奢侈數。

7628
- 合数，正因數有1、2、4、1907、3814和7628。
質因數分解，{\displaystyle 2^{2}\times 1907}。
- 亏数，真因數和為5728，虧度為1900
- 不尋常數，大於平方根的質因數為1907。
- 十进制的奢侈數。

7632
- 合数，正因數有1、2、3、4、6、8、9、12、16、18、24、36、48、53、72、106、144、159、212、318、424、477、636、848、954、1272、1908、2544、3816和7632。
質因數分解，{\displaystyle 2^{4}\times 3^{2}\times 53}。
- 过剩数，真因數和為14130，盈度為6498
- 十进制的奢侈數。

7634
- 合数，正因數有1、2、11、22、347、694、3817和7634。
質因數分解，{\displaystyle 2\times 11\times 347}。
- 亏数，真因數和為4894，虧度為2740
- 不尋常數，大於平方根的質因數為347。
- 无平方数因数的数。
  - 楔形数。
- 十进制的奢侈數。

7641
- 合数，正因數有1、3、9、27、283、849、2547和7641。
質因數分解，{\displaystyle 3^{3}\times 283}。
- 亏数，真因數和為3719，虧度為3922
- 不尋常數，大於平方根的質因數為283。
- 十进制的奢侈數。

7647
- 合数，正因數有1、3、2549和7647。
質因數分解，{\displaystyle 3\times 2549}。
- 亏数，真因數和為2553，虧度為5094
- 不尋常數，大於平方根的質因數為2549。
- 半素数。
- 无平方数因数的数。
- 十进制的奢侈數。

7652
- 合数，正因數有1、2、4、1913、3826和7652。
質因數分解，{\displaystyle 2^{2}\times 1913}。
- 亏数，真因數和為5746，虧度為1906
- 不尋常數，大於平方根的質因數為1913。
- 十进制的奢侈數。

7656
- 合数，正因數有1、2、3、4、6、8、11、12、22、24、29、33、44、58、66、87、88、116、132、174、232、264、319、348、638、696、957、1276、1914、2552、3828和7656。
質因數分解，{\displaystyle 2^{3}\times 3\times 11\times 29}。
- 过剩数，真因數和為13944，盈度為6288
- 普洛尼克数，為87與88的乘積。
- 十进制的奢侈數。

7674
- 合数，正因數有1、2、3、6、1279、2558、3837和7674。
質因數分解，{\displaystyle 2\times 3\times 1279}。
- 过剩数，真因數和為7686，盈度為12
- 不尋常數，大於平方根的質因數為1279。
- 佩服數，佩服因數為6。
- 无平方数因数的数。
  - 楔形数。
- 十进制的奢侈數。

7677
- 合数，正因數有1、3、9、853、2559和7677。
質因數分解，{\displaystyle 3^{2}\times 853}。
- 亏数，真因數和為3425，虧度為4252
- 不尋常數，大於平方根的質因數為853。
- 十进制的奢侈數。

7680
- 合数，正因數有1、2、3、4、5、6、8、10、12、15、16、20、24、30、32、40、48、60、64、80、96、120、128、160、192、240、256、320、384、480、512、640、768、960、1280、1536、1920、2560、3840和7680。
質因數分解，{\displaystyle 2^{9}\times 3\times 5}。
- 过剩数，真因數和為16872，盈度為9192
- 十进制的等數位數。

7689
- 合数，正因數有1、3、11、33、233、699、2563和7689。
質因數分解，{\displaystyle 3\times 11\times 233}。
- 亏数，真因數和為3543，虧度為4146
- 不尋常數，大於平方根的質因數為233。
- 无平方数因数的数。
  - 楔形数。
- 十进制的奢侈數。

7693
- 合数，正因數有1、7、49、157、1099和7693。
質因數分解，{\displaystyle 7^{2}\times 157}。
- 亏数，真因數和為1313，虧度為6380
- 不尋常數，大於平方根的質因數為157。
- 十进制的奢侈數。

7699
- 第977個質數。

7701
- 合数，正因數有1、3、17、51、151、453、2567和7701。
質因數分解，{\displaystyle 3\times 17\times 151}。
- 亏数，真因數和為3243，虧度為4458
- 不尋常數，大於平方根的質因數為151。
- 无平方数因数的数。
  - 楔形数。
- 十进制的奢侈數。

7702
- 合数，正因數有1、2、3851和7702。
質因數分解，{\displaystyle 2\times 3851}。
- 亏数，真因數和為3854，虧度為3848
- 不尋常數，大於平方根的質因數為3851。
- 半素数。
- 无平方数因数的数。
- 十进制的奢侈數。

7704
- 合数，正因數有1、2、3、4、6、8、9、12、18、24、36、72、107、214、321、428、642、856、963、1284、1926、2568、3852和7704。
質因數分解，{\displaystyle 2^{3}\times 3^{2}\times 107}。
- 过剩数，真因數和為13356，盈度為5652
- 不尋常數，大於平方根的質因數為107。
- 十进制的奢侈數。

7721
- 合数，正因數有1、7、1103和7721。
質因數分解，{\displaystyle 7\times 1103}。
- 亏数，真因數和為1111，虧度為6610
- 不尋常數，大於平方根的質因數為1103。
- 半素数。
- 无平方数因数的数。
- 十进制的奢侈數。

7728
- 合数，正因數有1、2、3、4、6、7、8、12、14、16、21、23、24、28、42、46、48、56、69、84、92、112、138、161、168、184、276、322、336、368、483、552、644、966、1104、1288、1932、2576、3864和7728。
質因數分解，{\displaystyle 2^{4}\times 3\times 7\times 23}。
- 过剩数，真因數和為16080，盈度為8352
- 十进制的奢侈數。

7729
- 合数，正因數有1、59、131和7729。
質因數分解，{\displaystyle 59\times 131}。
- 亏数，真因數和為191，虧度為7538
- 不尋常數，大於平方根的質因數為131。
- 半素数。
- 无平方数因数的数。
- 十进制的奢侈數。

7731
- 合数，正因數有1、3、9、859、2577和7731。
質因數分解，{\displaystyle 3^{2}\times 859}。
- 亏数，真因數和為3449，虧度為4282
- 不尋常數，大於平方根的質因數為859。
- 十进制的奢侈數。

7736
- 合数，正因數有1、2、4、8、967、1934、3868和7736。
質因數分解，{\displaystyle 2^{3}\times 967}。
- 亏数，真因數和為6784，虧度為952
- 不尋常數，大於平方根的質因數為967。
- 十进制的奢侈數。

7741
- 第982個質數。

7744
- 合数，正因數有1、2、4、8、11、16、22、32、44、64、88、121、176、242、352、484、704、968、1936、3872和7744。
質因數分解，{\displaystyle 2^{6}\times 11^{2}}。
- 过剩数，真因數和為9147，盈度為1403
- 平方数，為88的平方。
- 十进制的奢侈數。

7747
- 合数，正因數有1、61、127和7747。
質因數分解，{\displaystyle 61\times 127}。
- 亏数，真因數和為189，虧度為7558
- 不尋常數，大於平方根的質因數為127。
- 半素数。
- 无平方数因数的数。
- 十进制的奢侈數。

7753
- 第983個質數。

7756
- 合数，正因數有1、2、4、7、14、28、277、554、1108、1939、3878和7756。
質因數分解，{\displaystyle 2^{2}\times 7\times 277}。
- 过剩数，真因數和為7812，盈度為56
- 不尋常數，大於平方根的質因數為277。
- 佩服數，佩服因數為28。
- 十进制的奢侈數。

7770
- 合数，正因數有1、2、3、5、6、7、10、14、15、21、30、35、37、42、70、74、105、111、185、210、222、259、370、518、555、777、1110、1295、1554、2590、3885和7770。
質因數分解，{\displaystyle 2\times 3\times 5\times 7\times 37}。
- 过剩数，真因數和為14118，盈度為6348
- 无平方数因数的数。
- 十进制的奢侈數。

7774
- 合数，正因數有1、2、13、23、26、46、169、299、338、598、3887和7774。
質因數分解，{\displaystyle 2\times 13^{2}\times 23}。
- 亏数，真因數和為5402，虧度為2372
- 十进制的奢侈數。

7775
- 合数，正因數有1、5、25、311、1555和7775。
質因數分解，{\displaystyle 5^{2}\times 311}。
- 亏数，真因數和為1897，虧度為5878
- 不尋常數，大於平方根的質因數為311。
- 十进制的奢侈數。

7776
- 合数，正因數有1、2、3、4、6、8、9、12、16、18、24、27、32、36、48、54、72、81、96、108、144、162、216、243、288、324、432、486、648、864、972、1296、1944、2592、3888和7776。
質因數分解，{\displaystyle 2^{5}\times 3^{5}}。
- 过剩数，真因數和為15156，盈度為7380
- 十进制的等數位數。

7777
- 合数，正因數有1、7、11、77、101、707、1111和7777。
質因數分解，{\displaystyle 7\times 11\times 101}。
- 亏数，真因數和為2015，虧度為5762
- 不尋常數，大於平方根的質因數為101。
- 无平方数因数的数。
  - 楔形数。
- 十进制的奢侈數。

7779
- 合数，正因數有1、3、2593和7779。
質因數分解，{\displaystyle 3\times 2593}。
- 亏数，真因數和為2597，虧度為5182
- 不尋常數，大於平方根的質因數為2593。
- 半素数。
- 无平方数因数的数。
- 十进制的奢侈數。

7780
- 合数，正因數有1、2、4、5、10、20、389、778、1556、1945、3890和7780。
質因數分解，{\displaystyle 2^{2}\times 5\times 389}。
- 过剩数，真因數和為8600，盈度為820
- 不尋常數，大於平方根的質因數為389。
- 十进制的奢侈數。

7783
- 合数，正因數有1、43、181和7783。
質因數分解，{\displaystyle 43\times 181}。
- 亏数，真因數和為225，虧度為7558
- 不尋常數，大於平方根的質因數為181。
- 半素数。
- 无平方数因数的数。
- 十进制的奢侈數。

7784
- 合数，正因數有1、2、4、7、8、14、28、56、139、278、556、973、1112、1946、3892和7784。
質因數分解，{\displaystyle 2^{3}\times 7\times 139}。
- 过剩数，真因數和為9016，盈度為1232
- 不尋常數，大於平方根的質因數為139。
- 十进制的奢侈數。

7791
- 合数，正因數有1、3、7、21、49、53、147、159、371、1113、2597和7791。
質因數分解，{\displaystyle 3\times 7^{2}\times 53}。
- 亏数，真因數和為4521，虧度為3270
- 十进制的奢侈數。

7803
- 合数，正因數有1、3、9、17、27、51、153、289、459、867、2601和7803。
質因數分解，{\displaystyle 3^{3}\times 17^{2}}。
- 亏数，真因數和為4477，虧度為3326
- 十进制的奢侈數。

7806
- 合数，正因數有1、2、3、6、1301、2602、3903和7806。
質因數分解，{\displaystyle 2\times 3\times 1301}。
- 过剩数，真因數和為7818，盈度為12
- 不尋常數，大於平方根的質因數為1301。
- 佩服數，佩服因數為6。
- 无平方数因数的数。
  - 楔形数。
- 十进制的奢侈數。

7809
- 合数，正因數有1、3、19、57、137、411、2603和7809。
質因數分解，{\displaystyle 3\times 19\times 137}。
- 亏数，真因數和為3231，虧度為4578
- 不尋常數，大於平方根的質因數為137。
- 无平方数因数的数。
  - 楔形数。
- 十进制的奢侈數。

7819
- 合数，正因數有1、7、1117和7819。
質因數分解，{\displaystyle 7\times 1117}。
- 亏数，真因數和為1125，虧度為6694
- 不尋常數，大於平方根的質因數為1117。
- 半素数。
- 无平方数因数的数。
- 十进制的奢侈數。

7821
- 合数，正因數有1、3、9、11、33、79、99、237、711、869、2607和7821。
質因數分解，{\displaystyle 3^{2}\times 11\times 79}。
- 亏数，真因數和為4659，虧度為3162
- 十进制的奢侈數。

7835
- 合数，正因數有1、5、1567和7835。
質因數分解，{\displaystyle 5\times 1567}。
- 亏数，真因數和為1573，虧度為6262
- 不尋常數，大於平方根的質因數為1567。
- 半素数。
- 无平方数因数的数。
- 十进制的奢侈數。

7843
- 合数，正因數有1、11、23、31、253、341、713和7843。
質因數分解，{\displaystyle 11\times 23\times 31}。
- 亏数，真因數和為1373，虧度為6470
- 无平方数因数的数。
  - 楔形数。
- 十进制的奢侈數。

7844
- 合数，正因數有1、2、4、37、53、74、106、148、212、1961、3922和7844。
質因數分解，{\displaystyle 2^{2}\times 37\times 53}。
- 亏数，真因數和為6520，虧度為1324
- 十进制的奢侈數。

7850
- 合数，正因數有1、2、5、10、25、50、157、314、785、1570、3925和7850。
質因數分解，{\displaystyle 2\times 5^{2}\times 157}。
- 亏数，真因數和為6844，虧度為1006
- 不尋常數，大於平方根的質因數為157。
- 十进制的奢侈數。

7862
- 合数，正因數有1、2、3931和7862。
質因數分解，{\displaystyle 2\times 3931}。
- 亏数，真因數和為3934，虧度為3928
- 不尋常數，大於平方根的質因數為3931。
- 半素数。
- 无平方数因数的数。
- 十进制的奢侈數。

7863
- 合数，正因數有1、3、2621和7863。
質因數分解，{\displaystyle 3\times 2621}。
- 亏数，真因數和為2625，虧度為5238
- 不尋常數，大於平方根的質因數為2621。
- 半素数。
- 无平方数因数的数。
- 十进制的奢侈數。

7870
- 合数，正因數有1、2、5、10、787、1574、3935和7870。
質因數分解，{\displaystyle 2\times 5\times 787}。
- 亏数，真因數和為6314，虧度為1556
- 不尋常數，大於平方根的質因數為787。
- 无平方数因数的数。
  - 楔形数。
- 十进制的奢侈數。

7871
- 合数，正因數有1、17、463和7871。
質因數分解，{\displaystyle 17\times 463}。
- 亏数，真因數和為481，虧度為7390
- 不尋常數，大於平方根的質因數為463。
- 半素数。
- 无平方数因数的数。
- 十进制的奢侈數。

7872
- 合数，正因數有1、2、3、4、6、8、12、16、24、32、41、48、64、82、96、123、164、192、246、328、492、656、984、1312、1968、2624、3936和7872。
質因數分解，{\displaystyle 2^{6}\times 3\times 41}。
- 过剩数，真因數和為13464，盈度為5592
- 十进制的奢侈數。

7879
- 第996個質數。
  - 孪生素数，為（7877、 7879）

7897
- 合数，正因數有1、53、149和7897。
質因數分解，{\displaystyle 53\times 149}。
- 亏数，真因數和為203，虧度為7694
- 不尋常數，大於平方根的質因數為149。
- 半素数。
- 无平方数因数的数。
- 十进制的奢侈數。

7902
- 合数，正因數有1、2、3、6、9、18、439、878、1317、2634、3951和7902。
質因數分解，{\displaystyle 2\times 3^{2}\times 439}。
- 过剩数，真因數和為9258，盈度為1356
- 不尋常數，大於平方根的質因數為439。
- 十进制的奢侈數。

7903
- 合数，正因數有1、7、1129和7903。
質因數分解，{\displaystyle 7\times 1129}。
- 亏数，真因數和為1137，虧度為6766
- 不尋常數，大於平方根的質因數為1129。
- 半素数。
- 无平方数因数的数。
- 十进制的奢侈數。

7914
- 合数，正因數有1、2、3、6、1319、2638、3957和7914。
質因數分解，{\displaystyle 2\times 3\times 1319}。
- 过剩数，真因數和為7926，盈度為12
- 不尋常數，大於平方根的質因數為1319。
- 佩服數，佩服因數為6。
- 无平方数因数的数。
  - 楔形数。
- 十进制的奢侈數。

7916
- 合数，正因數有1、2、4、1979、3958和7916。
質因數分解，{\displaystyle 2^{2}\times 1979}。
- 亏数，真因數和為5944，虧度為1972
- 不尋常數，大於平方根的質因數為1979。
- 十进制的奢侈數。

7921
- 合数，正因數有1、89和7921。
質因數分解，{\displaystyle 89^{2}}。
- 亏数，真因數和為90，虧度為7831
- 半素数。
- 平方数，為89的平方。
- 十进制的節儉數。

7924
- 合数，正因數有1、2、4、7、14、28、283、566、1132、1981、3962和7924。
質因數分解，{\displaystyle 2^{2}\times 7\times 283}。
- 过剩数，真因數和為7980，盈度為56
- 不尋常數，大於平方根的質因數為283。
- 佩服數，佩服因數為28。
- 十进制的奢侈數。

7925
- 合数，正因數有1、5、25、317、1585和7925。
質因數分解，{\displaystyle 5^{2}\times 317}。
- 亏数，真因數和為1933，虧度為5992
- 不尋常數，大於平方根的質因數為317。
- 十进制的奢侈數。

7926
- 合数，正因數有1、2、3、6、1321、2642、3963和7926。
質因數分解，{\displaystyle 2\times 3\times 1321}。
- 过剩数，真因數和為7938，盈度為12
- 不尋常數，大於平方根的質因數為1321。
- 佩服數，佩服因數為6。
- 无平方数因数的数。
  - 楔形数。
- 十进制的奢侈數。

7939
- 合数，正因數有1、17、467和7939。
質因數分解，{\displaystyle 17\times 467}。
- 亏数，真因數和為485，虧度為7454
- 不尋常數，大於平方根的質因數為467。
- 半素数。
- 无平方数因数的数。
- 十进制的奢侈數。

7944
- 合数，正因數有1、2、3、4、6、8、12、24、331、662、993、1324、1986、2648、3972和7944。
質因數分解，{\displaystyle 2^{3}\times 3\times 331}。
- 过剩数，真因數和為11976，盈度為4032
- 不尋常數，大於平方根的質因數為331。
- 十进制的奢侈數。

7947
- 合数，正因數有1、3、9、883、2649和7947。
質因數分解，{\displaystyle 3^{2}\times 883}。
- 亏数，真因數和為3545，虧度為4402
- 不尋常數，大於平方根的質因數為883。
- 十进制的奢侈數。

7963
- 質數。

7965
- 合数，正因數有1、3、5、9、15、27、45、59、135、177、295、531、885、1593、2655和7965。
質因數分解，{\displaystyle 3^{3}\times 5\times 59}。
- 亏数，真因數和為6435，虧度為1530
- 十进制的奢侈數。

7969
- 合数，正因數有1、13、613和7969。
質因數分解，{\displaystyle 13\times 613}。
- 亏数，真因數和為627，虧度為7342
- 不尋常數，大於平方根的質因數為613。
- 半素数。
- 无平方数因数的数。
- 十进制的奢侈數。

7970
- 合数，正因數有1、2、5、10、797、1594、3985和7970。
質因數分解，{\displaystyle 2\times 5\times 797}。
- 亏数，真因數和為6394，虧度為1576
- 不尋常數，大於平方根的質因數為797。
- 无平方数因数的数。
  - 楔形数。
- 十进制的奢侈數。

7976
- 合数，正因數有1、2、4、8、997、1994、3988和7976。
質因數分解，{\displaystyle 2^{3}\times 997}。
- 亏数，真因數和為6994，虧度為982
- 不尋常數，大於平方根的質因數為997。
- 十进制的奢侈數。

7997
- 合数，正因數有1、11、727和7997。
質因數分解，{\displaystyle 11\times 727}。
- 亏数，真因數和為739，虧度為7258
- 不尋常數，大於平方根的質因數為727。
- 半素数。
- 无平方数因数的数。
- 十进制的奢侈數。

7999
- 合数，正因數有1、19、421和7999。
質因數分解，{\displaystyle 19\times 421}。
- 亏数，真因數和為441，虧度為7558
- 不尋常數，大於平方根的質因數為421。
- 半素数。
- 无平方数因数的数。
- 十进制的奢侈數。